# Musa Sindayigaya

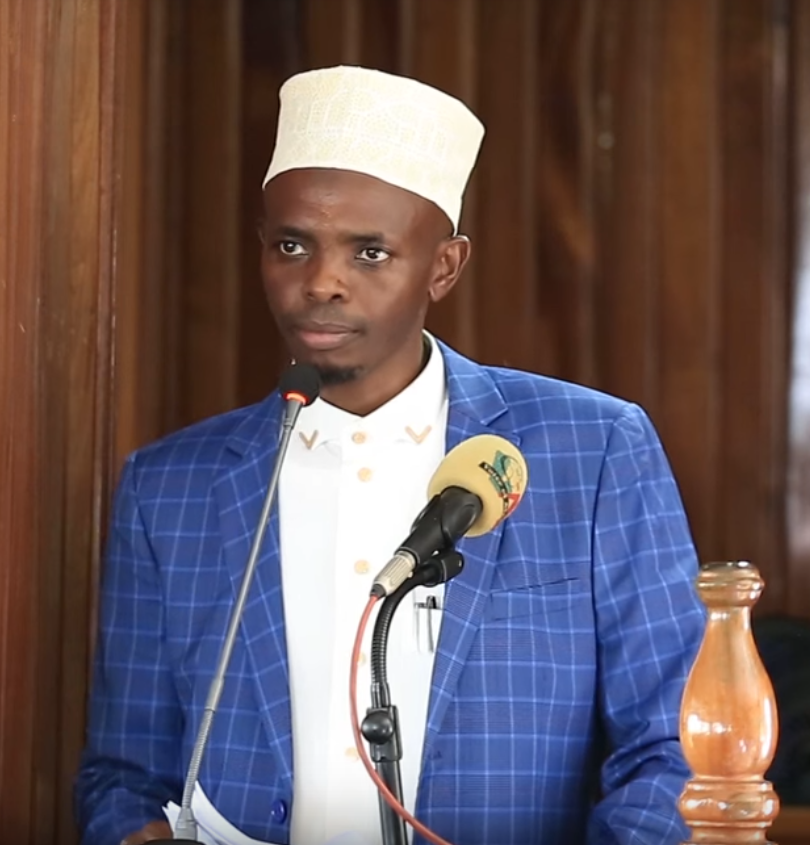
Musa Sindayigaya

Musa Sindayigaya (* ca. 1981 in Ruanda) ist seit 26. Mai 2024 Mufti von Ruanda.
Sindayigaya stammt aus dem Distrikt Kamonyi in der Südprovinz. Er studierte islamische Theologie in Saudi-Arabien. Am 26. Mai 2024 wurde er in Kigali von Vertretern der islamischen Gemeinschaft Ruandas zum neuen Mufti des Landes gewählt. Die Wahl war ursprünglich für 2020 geplant, jedoch wegen der COVID-19-Pandemie verschoben worden. Die Wählenden setzen sich unter anderem aus dem Obersten Muslimischen Rat Ruandas, der aus 61 Personen, darunter Imame aus allen 30 Distrikten, besteht, sowie Imamen der fünf Provinzen zusammen. Sein seit 2016 amtierender Vorgänger Scheich Salim Hitimana zog sich gegen Ende der Wahl aus dem Rennen zurück, sodass Sindayigaya ohne Konkurrenten war.
Als seine Ziele gab Sindayigaya an: „Für meine Amtszeit habe ich drei Prioritäten. Dazu gehören die Einheit der Muslime, Entwicklungsprojekte für die Eigenständigkeit der muslimischen Gemeinschaft sowie eine gute Regierungsführung und Rechenschaftspflicht.“ Außerdem versprach er, den Radikalismus in der muslimischen Gemeinschaft „auszurotten“. Nach dem Zensus von 2022 sind zwei Prozent der Bevölkerung Ruandas Muslime.
Sindayigaya ist verheiratet und hat drei Kinder.